# Centre International de la Mécanique d'Art

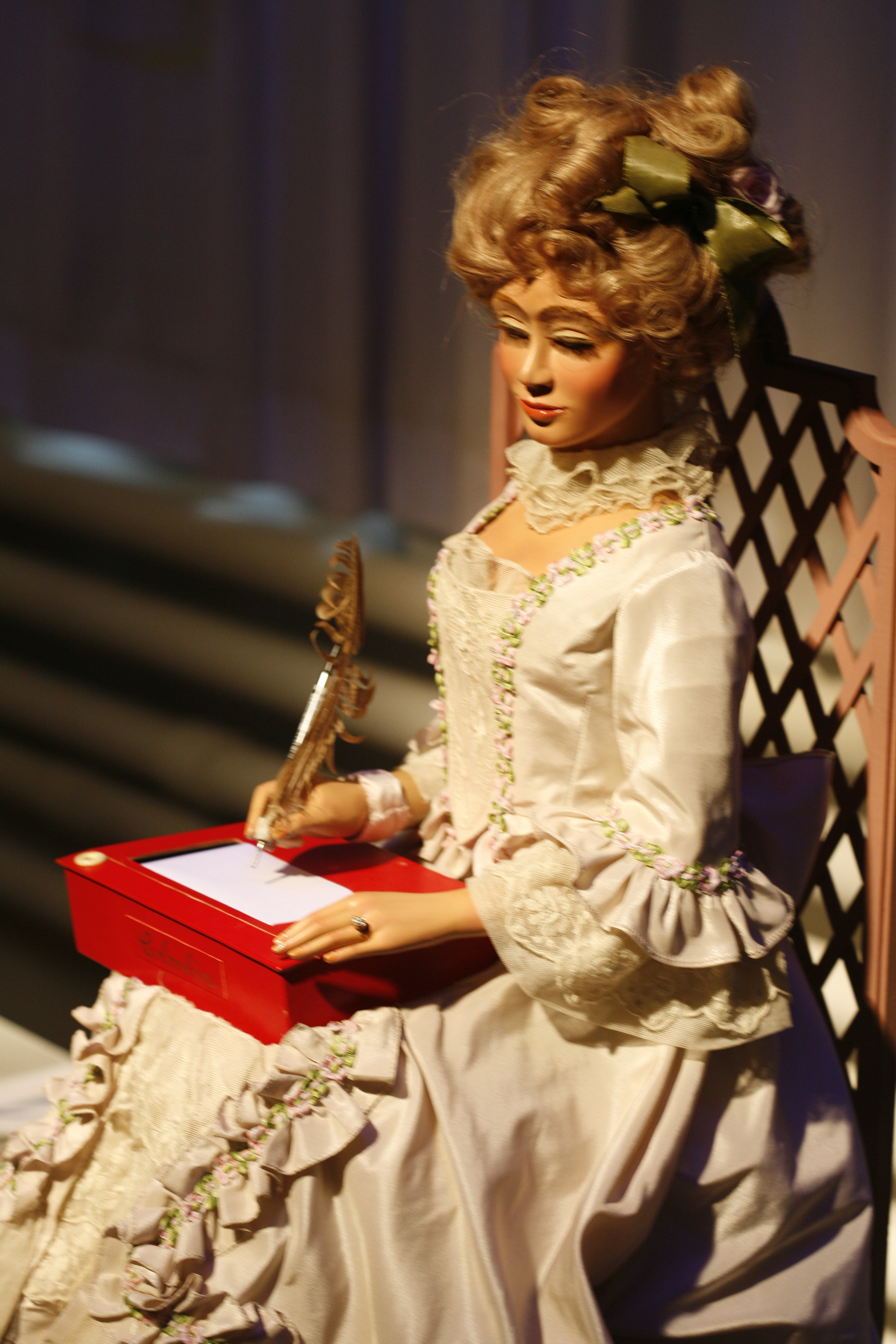
Uno de los autómatas del museo.

El Musée d'automates et de boîtes à musique, edificio de Centre International de la Mécanique d'Art (CIMA), es un museo situado en Sainte-Croix, Suiza, especializado en cajas de música y autómatas.